# Вільям Брун-Меллер
вільям Брун-Меллер (швед. William Bruhn-Möller, 11 лютого 1887 — 13 серпня 1964) — шведський академічний веслувальник.
Срібний призер Олімпійських Ігор 1912 року в складі розпашної четвірки зі стерновим з внутрішніми кочетами.